# Apogonia oberthuerii
Apogonia oberthuerii är en skalbaggsart som beskrevs av Conrad Ritsema 1897. Apogonia oberthuerii ingår i släktet Apogonia och familjen Melolonthidae. Inga underarter finns listade i Catalogue of Life.